# Empire (jeu vidéo, 1973)
Pour les articles homonymes, voir Empire (homonymie).
Empire est un jeu vidéo de stratégie et de combat spatial initialement développé par John Daleske en 1973 sur un terminal informatique du système PLATO à l’université de l'Iowa.
La première version du jeu est développée par John Daleske au printemps 1973 dans le cadre d’un projet éducatif. Les deux premiers terminaux PLATO viennent alors d’être installé à l’université et il commence tout juste à apprendre à programmer en TUTOR, le langage de programmation utilisé par le système. Partant du constat que les jeux disponibles sur le système ne peuvent se jouer que seul ou à deux, il imagine un jeu de conquête spatial multijoueur. Avec l’aide de Silas Warner, il apprend alors le TUTOR et programme le jeu en quelques jours. Cette première version est un jeu de stratégie dans lequel chaque joueur contrôle une faction, librement inspiré de Star Trek. Le jeu se déroule au tour par tour et chaque joueur doit gérer la population et l’économie de sa planète tout en utilisant sa flotte de vaisseaux spatiaux pour faire du commerce ou de la diplomatie,. Plus tard dans l’année, John Daleske programme une nouvelle version du jeu avec l’idée d’y ajouter un peu d’action. Il le transforme ainsi en un jeu de combat spatial dans lequel huit équipes s’affrontent, chaque joueur étant aux commandes d’un vaisseau spatial,. Il continue ensuite d’améliorer le jeu et va même jusqu’à combiner les élements de stratégie de la première version avec les combats spatiaux des suivantes,.
Le concept et le code source d’Empire ont inspiré de nombreux autres jeux développés sur le système PLATO puis sur d’autres plateformes. Silas Warner s’appuie notamment sur le code de la première version du jeu pour développer le jeu de stratégie Conquest (1973) et Jim Bowery sur s’inspire de son système de combat spatial et de son mode multijoueur pour créer Spasim (1974),.